# Comté de Milam
Pour les articles homonymes, voir Milam.
Le comté de Milam, en anglais : Milam County,  est un comté situé dans le centre-est de l'État du Texas aux États-Unis. Le siège de comté est la ville de  Cameron. Selon le recensement des États-Unis de 2020, sa population est de 24 754 habitants. Le comté a une superficie de 2 646 km2, dont 2 633 km2 en surfaces terrestres. Le comté est baptisé en référence à Benjamin Milam, un colon.

## Organisation du comté
En octobre 1834, la ville de Viesca, actuel comté de Milam, est créée au Mexique. Le 27 décembre 1835, elle est rebaptisée Milam. Le 17 mars 1836, Millam devient un comté de la république du Texas. Le 29 décembre 1845, le comté de Milam devient un comté de l’État du Texas, nouvellement créé. 
Le comté est nommé en mémoire de Benjamin Milam (en), un colon, chef militaire et héros de la révolution texane,,.

## Comtés adjacents

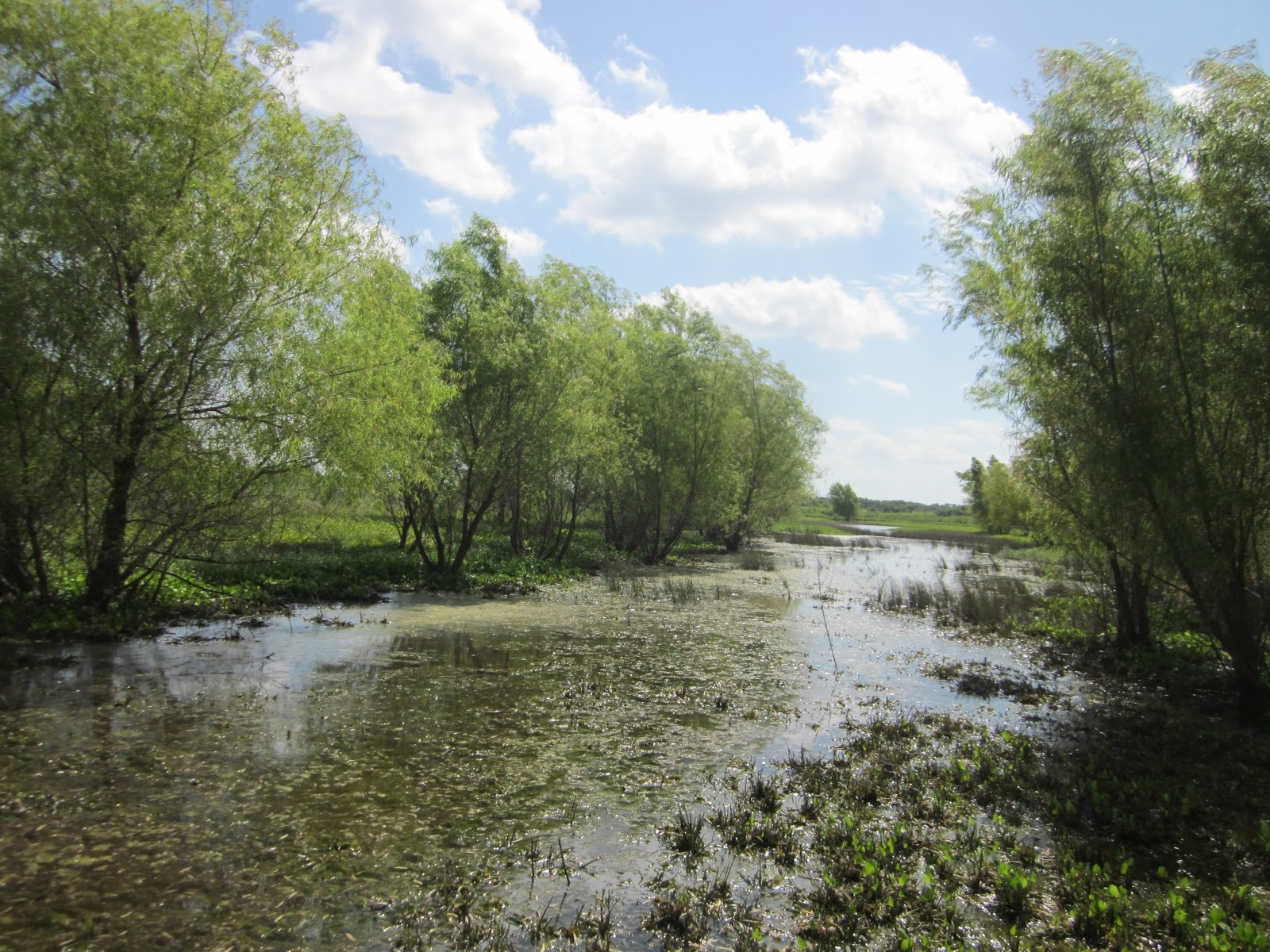
La rivière Black Willows à Cameron.

| Comté de Bell       | Comté de Falls | Comté de Robertson |
|                     | comté de Milam |                    |
| Comté de Williamson | Comté de Lee   | Comté de Burleson  |

## Géographie - Climat

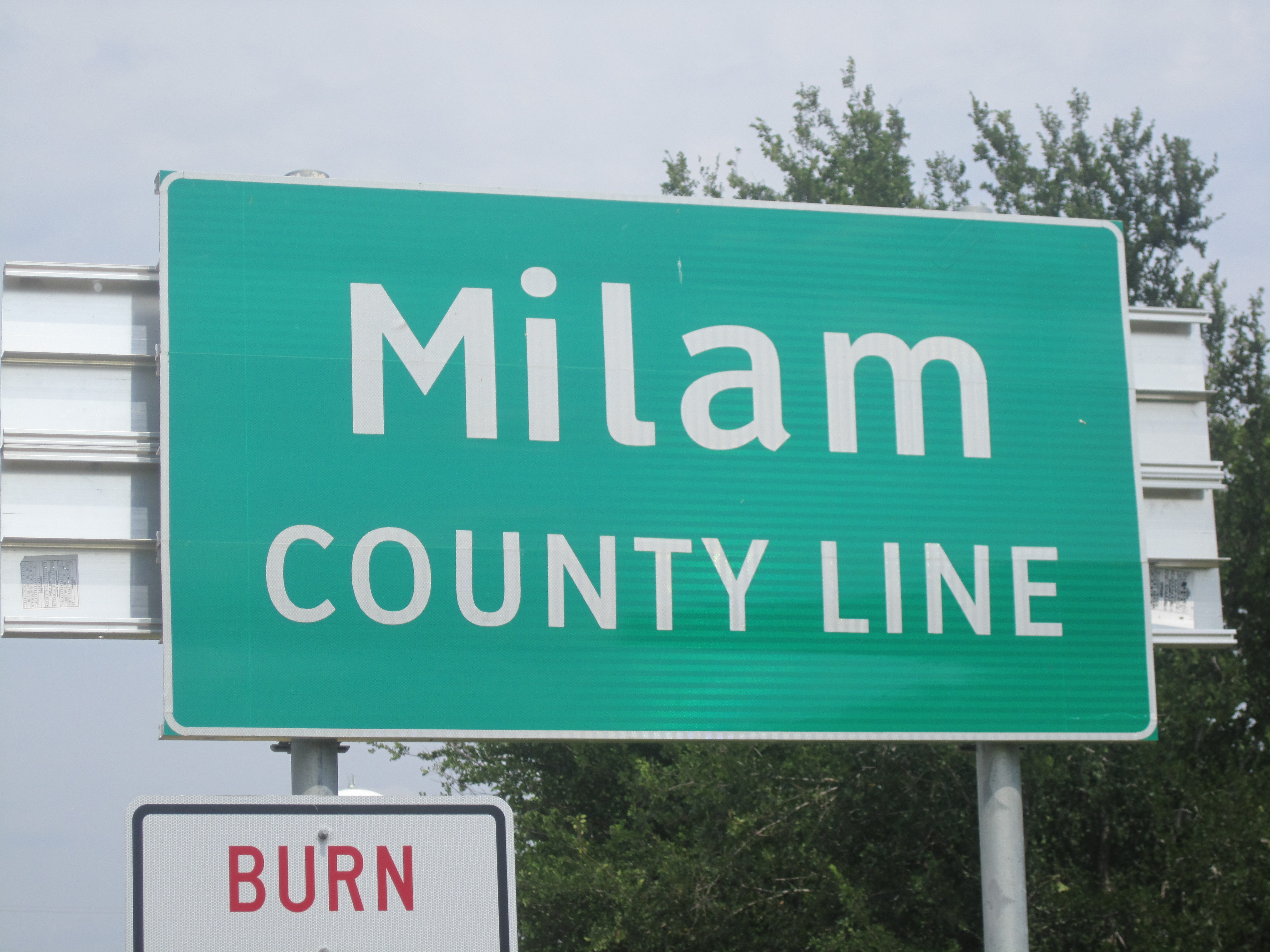
Panneau de signalisation routière indiquant la limite du comté.

Le comté de Milam est situé dans le centre-est de la partie centrale du Texas, aux États-Unis,. Son altitude est comprise entre 76 m et 183 m.
Les terres sont drainées par le fleuve Brazos, qui délimite le Nord-Est du comté, par la rivière Little, qui pénètre dans le comté près de l'angle nord-ouest et serpente jusqu'à son embouchure sur le Brazos au sud-est du comté et par la rivière San Gabriel (en), qui traverse la partie centrale ouest du comté pour se jeter dans l'embouchure de la rivière Little.
Il a une superficie totale de 2 646,3 km2, composée de 2 633,8 km2 de terres et de 1,49 km2 de zones aquatiques.
Le comté a un climat tempéré et les précipitations annuelles moyennes sont de 889 mm.

## Démographie
Lors du recensement de 2010, le comté comptait une population de 24 757 habitants. En 2017, la population est estimée à 25 053 habitants.
| Groupes           | Comté de Milam | Texas | États-Unis |
| ----------------- | -------------- | ----- | ---------- |
| Blancs            | 78,2           | 70,4  | 72,4       |
| Afro-Américains   | 10,0           | 11,9  | 12,6       |
| Autres            | 9,0            | 10,6  | 6,4        |
| Métis             | 1,8            | 2,5   | 2,7        |
| Amérindiens       | 0,7            | 0,7   | 0,9        |
| Asiatiques        | 0,4            | 3,8   | 4,8        |
| Total             | 100            | 100   | 100        |
|                   |                |       |            |
| Latino-Américains | 23,4           | 37,6  | 16,7       |

Pyramide des âges du comté de Milam (2000).

Selon l'American Community Survey, pour la période 2011-2015, 85,42 % de la population âgée de plus de 5 ans déclare parler anglais à la maison, alors que 13,03 % déclare parler l’espagnol et 0,56 % une autre langue.

## Source de la traduction
- (en) Cet article est partiellement ou en totalité issu de l’article de Wikipédia en anglais intitulé « Milam County, Texas » (voir la liste des auteurs).